# Ceratopipra
Ceratopipra is een geslacht van zangvogels uit de familie manakins (Pipridae).

## Soorten
De volgende soorten zijn bij het geslacht ingedeeld:
- Ceratopipra chloromeros – Breedstaartmanakin
- Ceratopipra cornuta – Kuifmanakin
- Ceratopipra erythrocephala – Goudkopmanakin
- Ceratopipra mentalis – Geelbroekmanakin
- Ceratopipra rubrocapilla – Roodkopmanakin